# Đô thị tại Cà Mau
Đô thị tại Cà Mau là: thành phố, thị trấn, trung tâm xã được cơ quan nhà nước có thẩm quyền ra quyết định công nhận.

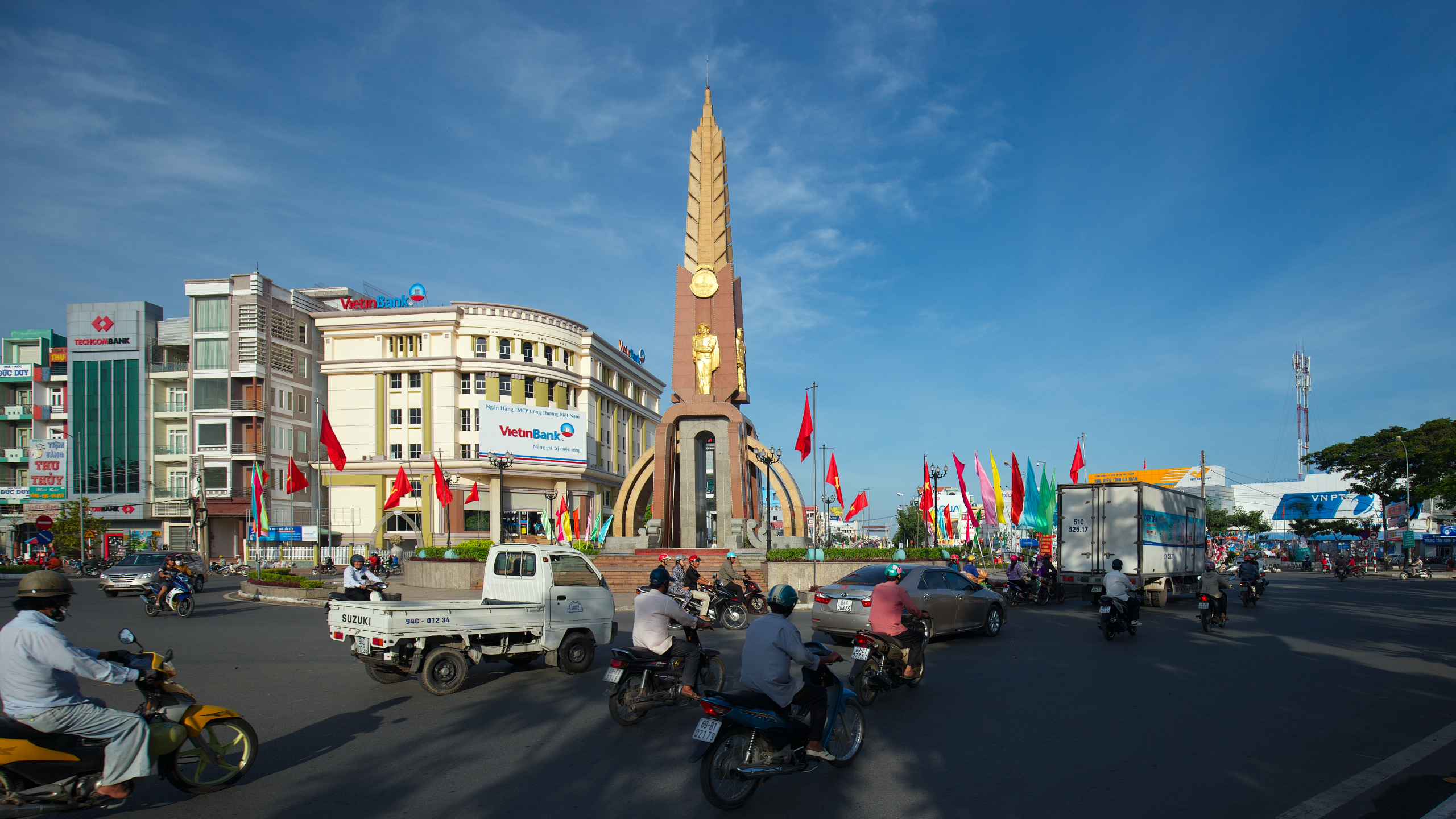

Hiện tại tỉnh Cà Mau có ba loại đô thị: loại II, loại IV và loại V. Trong đó có đô thị, gồm: 1 đô thị loại II, 2 đô thị loại IV, 18 đô thị loại V.

## Lịch sử hình thành

### Thành phố Cà Mau
Chính quyền Cách mạng cũng thành lập và duy trì tên gọi thị xã Cà Mau thuộc tỉnh Cà Mau trong suốt giai đoạn 1956 – 1976.
Ngày 20 tháng 12 năm 1975, Bộ Chính trị Đảng Cộng sản Việt Nam ra Nghị quyết số 19/NQ điều chỉnh lại việc hợp nhất tỉnh ở miền Nam Việt Nam cho sát với tình hình thực tế, theo đó tỉnh Cà Mau và tỉnh Bạc Liêu được tiến hành hợp nhất vào ngày 1 tháng 1 năm 1976 với tên gọi ban đầu là tỉnh Cà Mau - Bạc Liêu và thị xã Cà Mau thuộc tỉnh Cà Mau - Bạc Liêu.
Tỉnh Minh Hải được thành lập vào ngày 10 tháng 3 năm 1976, trên cơ sở đổi tên từ tỉnh Cà Mau - Bạc Liêu trước đó. Đây là tỉnh được thành lập do hợp nhất tỉnh Cà Mau và tỉnh Bạc Liêu trước năm 1976 và thị xã Cà Mau trực thuộc tỉnh Minh Hải.
Ngày 29 tháng 12 năm 1978, Hội đồng Chính phủ ban hành Quyết định số 326-CP. Theo đó, thị xã Cà Mau có 8 phường, địa giới giữ nguyên như hiện nay.
Ngày 30 tháng 8 năm 1983, Hội đồng Bộ trưởng ban hành Quyết định số 94-HĐBT về việc giải thể huyện Cà Mau như sau:
- Sáp nhập thị trấn Tắc Vân và các xã Tân Định, An Xuyên, An Lộc, Bình Thành, Hoà Tân, Hoà Thành, Tân Thành, Định Bình, Lý Văn Lâm của huyện Cà Mau vào thị xã Cà Mau
- Đổi tên thị trấn Tắc Vân thành xã Tắc Vân
- Sáp nhập 1/3 ấp Sở Tại của xã Thạnh Phú (huyện Cà Mau) vào xã Lý Văn Lâm
- Sáp nhập ấp Chánh của xã Thạnh Trung (huyện Cà Mau) vào phường 8 của thị xã Cà Mau
- Sáp nhập 1/3 ấp ông Muộng của xã Lý Văn Lâm (thị xã Cà Mau) vào xã Thạch Phú của huyện Cái Nước.

Ngày 18 tháng 12 năm 1984, Hội đồng Bộ trưởng ra Quyết định số 170-HĐBT về việc chuyển tỉnh lỵ tỉnh Minh Hải từ thị xã Bạc Liêu về thị xã Cà Mau.
Ngày 14 tháng 2 năm 1987, Hội đồng Bộ trưởng ban hành Quyết định số 33B-HĐBT về việc:
- Sáp nhập Phường 3 vào Phường 2
- Tách 950 hécta đất với 2.500 nhân khẩu của Phường 8 để sáp nhập vào xã Lý Văn Lâm
- Sáp nhập xã Tân Định vào xã Tân Thành
- Sáp nhập xã An Lộc vào xã An Xuyên
- Giải thể xã Bình Thành để sáp nhập vào hai xã Hoà Thành và Hoà Tân; tách một phần diện tích và dân số của hai xã này để sáp nhập vào xã Định Bình.

Thị xã Cà Mau lúc này bao gồm 8 phường: 1, 2, 4, 5, 6, 7, 8, 9 và 7 xã: An Xuyên, Định Bình, Hòa Tân, Hòa Thành, Lý Văn Lâm, Tắc Vân, Tân Thành.
Ngày 6 tháng 11 năm 1996, Quốc hội ban hành Nghị quyết về việc chia tỉnh Minh Hải thành hai tỉnh là tỉnh Bạc Liêu và tỉnh Cà Mau và thị xã Cà Mau trực thuộc tỉnh Cà Mau.
Ngày 14 tháng 4 năm 1999, Chính phủ Việt Nam ban hành Nghị định số 21/1999/NĐ-CP về việc thành lập thành phố Cà Mau thuộc tỉnh Cà Mau trên cơ sở toàn bộ diện tích và dân số của thị xã Cà Mau.
Thành phố Cà Mau có 24.580,33 ha diện tích tự nhiên và 176.848 nhân khẩu, gồm 15 đơn vị hành chính cơ sở là 8 phường: 1, 2, 4, 5, 6, 7, 8, 9 và 7 xã: An Xuyên, Tân Thành, Tắc Vân, Định Bình, Hòa Thành, Lý Văn Lâm, Hòa Tân.
Ngày 4 tháng 6 năm 2009, Chính phủ Việt Nam ban hành Nghị quyết số 24/NQ-CP về việc:
- Thành lập phường Tân Xuyên thuộc thành phố Cà Mau trên cơ sở điều chỉnh 1.887,50 ha diện tích tự nhiên và 6.261 nhân khẩu của xã An Xuyên
- Thành lập phường Tân Thành thuộc thành phố Cà Mau trên cơ sở điều chỉnh 1.115,32 ha diện tích tự nhiên và 5.137 nhân khẩu của xã Tân Thành.

Thành phố Cà Mau có 17 đơn vị hành chính, bao gồm 10 phường: 1, 2, 4, 5, 6, 7, 8, 9, Tân Thành, Tân Xuyên và 7 xã: An Xuyên, Tân Thành, Tắc Vân, Định Bình, Hòa Thành, Lý Văn Lâm, Hòa Tân.
Ngày 6 tháng 8 năm 2010, Thủ tướng Chính phủ ban hành Quyết định số 1373/QĐ-TTg về việc công nhận thành phố Cà Mau là đô thị loại II trực thuộc tỉnh Cà Mau.

### Huyện Cái Nướccó 3 đô thị loại V: Cái Nước, Thạnh Phú, Tân Hưng
Ngày 29 tháng 12 năm 1978, Hội đồng Chính phủ ban hành Quyết định số 326-CP. Theo đó, thành lập huyện Cái Nước có 18 xã, 1 thị trấn huyện lỵ (thị trấn Cái Nước).
Ngày 17 tháng 5 năm 1984, Hội đồng Bộ trưởng ban hành Quyết định số 75-HĐBT về việc sáp nhập toàn bộ huyện Phú Tân vào huyện Cái Nước (bao gồm cả thị trấn Phú Tân).
Ngày 14 tháng 2 năm 1987, Hội đồng Bộ trưởng ban hành Quyết định số 33B-HĐBT về việc:
- Sáp nhập xã Tân Phong và xã Tân Nghiệp thành một xã lấy tên là xã Tân Nghiệp; tách một phần dân số và diện tích để sáp nhập vào thị trấn Phú Tân và thị trấn Phú Tân có 2.386 hécta đất với 5.000 nhân khẩu
- Giải thể xã Cái Nước để thành lập thị trấn Cái Nước (thị trấn huyện lỵ huyện Cái Nước) và thị trấn Cái Nước có 1.563 hécta đất với 5.116 nhân khẩu.

Huyện Cái Nước có 2 thị trấn: Cái Nước, Phú Tân và 21 xã.
Ngày 2 tháng 2 năm 1991, Ban Tổ chức Chính phủ ban hành Quyết định 51/QĐ-TCCP về việc hợp nhất xã Phú Hiệp, xã Tân Nghiệp và thị trấn Phú Tân thành xã Phú Tân.
Huyện Cái Nước có 1 thị trấn: Cái Nước và 11 xã.
Ngày 29 tháng 8 năm 1994, Chính phủ ban hành Nghị định 109-CP về việc thành lập thị trấn Cái Đôi Vàm thuộc huyện Cái Nước trên cơ sở điều chỉnh một phần diện tích và dân của xã Nguyễn Việt Khái.
Huyện Cái Nước có 2 thị trấn: Cái Nước, Cái Đôi Vàm và 13 xã.
Ngày 17 tháng 11 năm 2003, Chính phủ ban hành Nghị định 138/2003/NĐ-CP về việc chuyển thị trấn Cái Đôi Vàm thuộc huyện Cái Nước về huyện Phú Tân mới tái lập quản lý.
Huyện Cái Nước còn lại thị trấn Cái Nước và 7 xã.
Ngày 24 tháng 8 năm 2016, UBND tỉnh Cà Mau ban hành Quyết định số 1462/QĐ-UBND về việc công nhận thị trấn Cái Nước, huyện Cái Nước đạt tiêu chuẩn đô thị loại V.
Ngày 31 tháng 12 năm 2021, Chủ tịch UBND tỉnh Cà Mau ban hành:
- Quyết định 3118/QĐ-UBND công nhận đô thị Thạnh Phú là đô thị loại V.[15]
- Quyết định 3119/QĐ-UBND công nhận đô thị Tân Hưng là đô thị loại V.[16]

### Huyện Đầm Dơicó 4 đô thị loại V: Đầm Dơi, Nguyễn Huân, Thanh Tùng, Tân Thuận
Ngày 17 tháng 12 năm 1984, Hội đồng Chính phủ ban hành Quyết định số 168-HĐBT về việc:
- Đổi tên huyện Ngọc Hiển thành huyện Đầm Dơi
- Đổi tên thị trấn Ngọc Hiển thành thị trấn Đầm Dơi.

Ngày 2 tháng 11 năm 2021, Chủ tịch UBND tỉnh Cà Mau ban hành:
- Quyết định số 2343/QĐ-UBND công nhận đô thị Nguyễn Huân là đô thị loại V.[18]
- Công nhận đô thị Thanh Tùng là đô thị loại V.[19][20][21]

Ngày 31 tháng 12 năm 2021, Chủ tịch UBND tỉnh Cà Mau ban hành Quyết định số 3120/QĐ-UBND công nhận đô thị Tân Thuận là đô thị loại V.

### Huyện Năm Căncó 3 đô thị: 1 đô thị loại IV: Năm Căn và 2 đô thị V: Hàm Rồng, Hàng Vịnh
Ngày 29 tháng 12 năm 1978, Hội đồng Chính phủ ban hành Quyết định số 326-CP 
về việc thành lập huyện Năm Căn có 28 xã, 1 thị trấn huyện lỵ.
Ngày 25 tháng 7 năm 1979, Hội đồng Bộ trưởng ban hành Quyết định số 275-CP về việc chia xã Năm Căn thành hai xã và một thị trấn lấy tên là xã Hàm Rồng, xã Đất Mới và thị trấn Năm Căn.
Ngày 17 tháng 5 năm 1984, Hội đồng Bộ trưởng ban hành Quyết định số 75-HĐBT về việc điều chỉnh địa giới hành chính huyện Năm Căn.
Huyện Năm Căn còn lại 1 thị trấn Năm Căn và 8 xã.
Ngày 17 tháng 12 năm 1984, Hội đồng Chính phủ ban hành Quyết định số 168-HĐBT về việc đổi tên huyện Năm Căn thành huyện Ngọc Hiển.
Ngày 14 tháng 2 năm 1987, Hội đồng Bộ trưởng ban hành Quyết định số 33B-HĐBT về việc:
- Giải thể thị trấn Năm Căn. Thành lập xã Hàng Vịnh trên cơ sở diện tích và dân số của thị trấn Năm Căn cũ
- Chia xã Đất Mới thành hai đơn vị hành chính lấy tên là xã Đất Mới và thị trấn Năm Căn (thị trấn huyện lỵ huyện Ngọc Hiển).

Ngày 17 tháng 11 năm 2003, Chính phủ ban hành Nghị định 138/2003/NĐ-CP về việc chuyển thị trấn Năm Căn thuộc huyện Ngọc Hiển về huyện Năm Căn mới tái lập quản lý.
Ngày 20 tháng 12 năm 2012, Bộ Xây dựng ban hành Quyết định 1150/QĐ-BXD về việc công nhận thị trấn Năm Căn là đô thị loại IV.
Ngày 25 tháng 12 năm 2020, Chủ tịch UBND tỉnh Cà Mau ban hành Quyết định 2469/QĐ-UBND về việc công nhận đô thị Hàm Rồng là đô thị loại V.
Ngày 21 tháng 12 năm 2021, Chủ tịch UBND tỉnh Cà Mau ban hành Quyết định 2912/QĐ-UBND công nhận đô thị Hàng Vịnh là đô thị loại V.

### Huyện Ngọc Hiểncó 2 đô thị loại V: Rạch Gốc, Đất Mũi
Ngày 29 tháng 12 năm 1978, Hội đồng Chính phủ ban hành Quyết định số 326-CP. Theo đó, huyện Ngọc Hiển có 18 xã, 1 thị trấn huyện lỵ.
Ngày 25 tháng 7 năm 1979, Hội đồng Bộ trưởng ban hành Quyết định số 275-CP về việc:
- Chia xã Tân Duyệt thành bốn xã và một thị trấn lấy tên là xã Tân Duyệt, xã Tân Hồng, xã Tân Dân, xã Tân Chánh và thị trấn Ngọc Hiển
- Thành lập thị trấn huyện lỵ của huyện Ngọc Hiển lấy tên là thị trấn Ngọc Hiển.

Ngày 17 tháng 5 năm 1984, Hội đồng Bộ trưởng ban hành Quyết định số 75-HĐBT về việc sáp nhập một số xã thuộc huyện Năm Căn vào huyện Ngọc Hiển.
Huyện Ngọc Hiển có 1 thị trấn Ngọc Hiển và 28 xã.
Ngày 17 tháng 12 năm 1984, Hội đồng Chính phủ ban hành Quyết định số 168-HĐBT về việc:
- Đổi tên huyện Ngọc Hiển thành huyện Đầm Dơi
- Đổi tên huyện Năm Căn thành huyện Ngọc Hiển.

Ngày 14 tháng 2 năm 1987, Hội đồng Bộ trưởng ban hành Quyết định số 33B-HĐBT về việc:
- Giải thể thị trấn Năm Căn. Thành lập xã Hàng Vịnh trên cơ sở diện tích và dân số của thị trấn Năm Căn cũ
- Chia xã Đất Mới thành hai đơn vị hành chính lấy tên là xã Đất Mới và thị trấn Năm Căn (thị trấn huyện lỵ huyện Ngọc Hiển).

Ngày 17 tháng 11 năm 2003, Chính phủ ban hành Nghị định 138/2003/NĐ-CP về việc chuyển thị trấn Năm Căn thuộc huyện Ngọc Hiển về huyện Năm Căn mới tái lập quản lý.
Ngày 4 tháng 6 năm 2009, Chính phủ ban hành Nghị quyết số 24/NQ-CP về việc thành lập thị trấn Rạch Gốc thuộc huyện Ngọc Hiển trên cơ sở điều chỉnh 5.271,50 ha diện tích tự nhiên và 7.831 người của xã Tân Ân.
Ngày 19 tháng 9 năm 2016, Chủ tịch UBND  tỉnh Cà Mau ban đầu Quyết định số 1615/QĐ-UBND về việc công nhận thị trấn Rạch Gốc thuộc huyện Ngọc Hiển, tỉnh Cà Mau là đô thị loại V.
Ngày 31 tháng 12 năm 2020, Chủ tịch UBND tỉnh Cà Mau ban hành Quyết định số 2541/QĐ-UBND về việc công nhận đô thị Đất Mũi là đô thị loại V.

### Huyện Phú Tâncó 2 đô thị loại V: Cái Đôi Vàm, Phú Tân
Ngày 29 tháng 12 năm 1978, Hội đồng Chính phủ ban hành Quyết định số 326-CP về việc thành lập huyện Phú Tân có 16 xã, 1 thị trấn huyện lỵ (thị trấn Cái Đôi).
Ngày 25 tháng 7 năm 1979, Hội đồng Bộ trưởng ban hành Quyết định số 275-CP về việc đổi tên thị trấn Cái Đôi thành thị trấn Phú Tân.
Huyện Phú Tân có thị trấn Phú Tân và 10 xã.
Ngày 28 tháng 3 năm 1983, Hội đồng Bộ trưởng ban hành Quyết định số 23-HĐBT về việc chia thị trấn Phú Tân thành hai đơn vị hành chính mới lấy tên là thị trấn Phú Tân và xã Tân Phong.
Huyện Phú Tân có thị trấn Phú Tân và 14 xã.
Ngày 17 tháng 5 năm 1984, Hội đồng Bộ trưởng ban hành Quyết định số 75-HĐBT về việc sáp nhập toàn bộ huyện Phú Tân vào huyện Cái Nước (bao gồm cả thị trấn Phú Tân).
Ngày 17 tháng 11 năm 2003, Chính phủ ban hành Nghị định 138/2003/NĐ-CP về việc chuyển thị trấn Cái Đôi Vàm thuộc huyện Cái Nước về huyện Phú Tân mới tái lập quản lý.
Ngày 24 tháng 12 năm 2021, Chủ tịch UBND tỉnh Cà Mau ban hành Quyết định 2968/QĐ-UBND công nhận đô thị Phú Tân là đô thị loại V.

### Huyện Thới Bìnhcó 2 đô thị loại V: Thới Bình, Trí Phải
Ngày 29 tháng 12 năm 1978, Hội đồng Chính phủ ban hành Quyết định số 326-CP. Theo đó, huyện Thới Bình có 23 xã, 1 thị trấn huyện lỵ (thị trấn Thới Bình).
Ngày 5 tháng 9 năm 2005, Chính phủ ban hành Nghị định 113/2005/NĐ-CP về việc địa giới hành chính xã Trí Phải.
Ngày 31 tháng 12 năm 2020, Chủ tịch UBND tỉnh Cà Mau ban hành Quyết định 2543/QĐ-UBND về việc công nhận đô thị Trí Phải là đô thị loại V.

### Huyện Trần Văn Thờicó 3 đô thị: 1 đô thị loại IV: Sông Đốc và 2 đô thị loại V: Trần Văn Thời, Khánh Bình Tây
Ngày 29 tháng 12 năm 1978, Hội đồng Chính phủ ban hành Quyết định số 326-CP. Theo đó, huyện Trần Văn Thời có 26 xã, 1 thị trấn (thị trấn sông Ông Đốc).
Ngày 25 tháng 7 năm 1979, Hội đồng Bộ trưởng ban hành Quyết định số 275-CP về việc chia xã Trần Hội thành bốn xã và một thị trấn lấy tên là xã Khánh Lộc, xã Khánh Dũng, xã Khánh Xuân, xã Trần Hội và thị trấn Trần Thời.
Từ ngày 14 tháng 2 năm 1984, thị trấn Sông Ông Đốc được gọi là thị trấn Sông Đốc và thị trấn Trần Thời được gọi là thị trấn Trần Văn Thời.
Ngày 20 tháng 12 năm 2012, Bộ Xây dựng ban hành Quyết định 1151/QĐ-BXD về việc công nhận thị trấn Sông Đốc là đô thị loại IV.
Ngày 31 tháng 12 năm 2020, Chủ tịch UBND tỉnh Cà Mau ban hành Quyết định 2542/QĐ-UBND về việc công nhận đô thị Khu vực Khánh Bình Tây là đô thị loại V.

### Huyện U Minhcó 1 đô thị loại V: U Minh
Ngày 25 tháng 7 năm 1979, Hội đồng Bộ trưởng ban hành Quyết định số 275-CP về việc chia xã Nguyển Phích thành ba xã và một thị trấn lấy tên là xã Nguyễn Phích, xã Phuyễn Phích A, xã Nguyễn Pích B và thị trấn U Minh.

## Danh sách các đô thị
Tính đến ngày 31 tháng 12 năm 2021, tỉnh Cà Mau có 21 đô thị gồm 1 thành phố, 9 thị trấn và 11 trung tâm xã.
| STT | Tên đô thị             | Năm thành lập | Loại đô thị | Năm công nhận | Diện tích năm 2020 (km²) | Dân số năm 2020 (người) | Mật độ dân số (người/km²) | Hành chính      | Vai trò |
| --- | ---------------------- | ------------- | ----------- | ------------- | ------------------------ | ----------------------- | ------------------------- | --------------- | --- |
| 1   | Thành phố Cà Mau       | 1999          | II          | 2010          | 249,23                   | 225.682                 | 907                       | 10 phường, 7 xã | - Là đô thị tỉnh lỵ, trung tâm phát triển kinh tế, văn hóa, khoa học kỹ thuật, công nghiệp, dịch vụ của tỉnh Cà Mau. - Là 1 trong 4 cực phát triển đô thị động lực của Vùng kinh tế trọng điểm Vùng Đồng bằng sông Cửu Long. |
| 2   | Thị trấn Sông Đốc      | 1984          | IV          | 2012          | 28,89                    | 41.896                  | 1.450                     | 13 khóm         | - Là đô thị có quy mô phát triển lớn thứ 2 trong tỉnh Cà Mau. - Là đô thị nằm ở cửa sông và bên hai bờ sông Ông Đốc. - Là một trong những đô thị bến cảng có quy mô đánh bắt thủy sản lớn nhất cả nước.                      |
| 3   | Thị trấn Năm Căn       | 1987          | IV          | 2012          | 21,78                    | 16.507                  | 758                       | 9 khóm          | - Là trung tâm tiểu vùng phía Đông của tỉnh Cà Mau. - Là đô thị động lực phát triển Khu kinh tế Năm Căn. |
| 4   | Thị trấn Cái Đôi Vàm   | 1994          | V           | 2016          | 21,89                    | 13.902                  | 635                       | 8 khóm          | |
| 5   | Thị trấn Cái Nước      | 1987          | V           | 2016          | 25,85                    | 14.512                  | 561                       | 10 khóm         | |
| 6   | Thị trấn Đầm Dơi       | 1984          | V           | 2016          | 10,57                    | 10.516                  | 995                       | 5 khóm          | |
| 7   | Thị trấn Rạch Gốc      | 2009          | V           | 2016          | 45,85                    | 11.513                  | 251                       | 6 khóm, 3 ấp    | |
| 8   | Thị trấn Thới Bình     | 1978          | V           | 2016          | 21                       | 10.079                  | 480                       | 7 khóm          | |
| 9   | Thị trấn Trần Văn Thời | 1979          | V           | 2016          | 21,38                    | 12.696                  | 594                       | 7 khóm          | |
| 10  | Thị trấn U Minh        | 1979          | V           | 2016          | 18,33                    | 7.160                   | 391                       | 4 khóm          | |
| 11  | Đô thị Hàm Rồng        | 1979          | V           | 2020          | 42,12                    | 4.470                   | 106                       | 6 ấp            | |
| 12  | Đô thị Đất Mũi         | 1979          | V           | 2020          | 147,22                   | 7.318                   | 50                        | 11 ấp           | |
| 13  | Đô thị Khánh Bình Tây  | 1979          | V           | 2020          | 49,69                    | 7.571                   | 152                       | 12 ấp           | |
| 14  | Đô thị Nguyễn Huân     | 1979          | V           | 2021          | 117,31                   | 4.510                   | 38                        | 10 ấp           | |
| 15  | Đô thị Trí Phải        | 2005          | V           | 2020          | 37,45                    | 7.208                   | 192                       | 7 ấp            | |
| 16  | Đô thị Hàng Vịnh       | 1987          | V           | 2021          | 24,70                    | 4.120                   | 167                       | 5 ấp            | |
| 17  | Đô thị Thanh Tùng      | 1979          | V           | 2021          | 47,57                    | 4.170                   | 88                        | 6 ấp            | |
| 18  | Đô thị Phú Tân         |               | V           | 2021          | 56,77                    | 7.082                   | 125                       | 10 ấp           | |
| 19  | Đô thị Thạnh Phú       |               | V           | 2021          | 33,44                    | 7.068                   | 211                       | 6 ấp            | |
| 20  | Đô thị Tân Hưng        |               | V           | 2021          | 56,08                    | 8.160                   | 146                       | 12 ấp           | |
| 21  | Đô thị Tân Thuận       |               | V           | 2021          | 107,29                   | 15.620                  | 146                       | 12 ấp           | |

## Chương trình phát triển đô thị

### Chương trình phát triển đô thị tỉnh Cà Mau
Chủ tịch UBND tỉnh Cà Mau vừa ký quyết định công nhận 6 thị trấn thuộc 6 huyện trên địa bàn tỉnh là đô thị loại V gồm các thị trấn: Đầm Dơi (huyện Đầm Dơi), Cái Đôi Vàm (huyện Phú Tân), Cái Nước (huyện Cái Nước), Trần Văn Thời (huyện Trần Văn Thời), Thới Bình (huyện Thới Bình) và U Minh (huyện U Minh).
Đến giai đoạn đến năm 2025 – 2030, hệ thống đô thị toàn tỉnh Cà Mau gồm 21 đô thị; trong đó, có 01 đô thị loại I; 02 đô thị loại III; 07 đô thị loại IV; 11 đô thị loại V.
Ngày 17 tháng 11 năm 2023, Thủ tướng Chính phủ ban hành Quyết định số 1386/QĐ-TTg về việc phê duyệt Quy hoạch tỉnh Cà Mau thời kỳ 2021 – 2030, tầm nhìn đến năm 2050. Theo đó, tỉnh Cà Mau phấn đấu đến năm 2030, tỉnh Cà Mau có 29 đô thị, bao gồm: 1 đô thị loại I (TP. Cà Mau); 2 đô thị loại III (TT. Năm Căn, TT. Sông Đốc); 5 đô thị loại IV (bao gồm các thị trấn: Trần Văn Thời, Cái Nước, Đầm Dơi, Cái Đôi Vàm, Rạch Gốc); 21 đô thị loại V (bao gồm thị trấn U Minh và các xã: Hàm Rồng, Hàng Vịnh, Khánh Bình Tây, Tân Hưng, Hưng Mỹ, Thạnh Phú, Phú Hưng, Trần Thới, Phú Tân, Thanh Tùng, Nguyễn Huân, Quách Phẩm, Trần Phán, Tân Thuận, Trí Phải, Hồ Thị Kỷ, Thới Bình, Khánh Hội, Khánh An, Đất Mũi) và tỷ lệ đô thị hóa đạt 36%.